# Sterrhaulus corneolus
Sterrhaulus corneolus är en tvåvingeart som först beskrevs av Ewald Rübsaamen 1899.  Sterrhaulus corneolus ingår i släktet Sterrhaulus och familjen gallmyggor. Inga underarter finns listade i Catalogue of Life.